# KSK Oosthoven
KSK Oosthoven
is een Belgische voetbalclub uit Oosthoven. De club is aangesloten bij de KBVB met stamnummer 2820 en de clubkleur is volledig paars, paarse trui, paarse broek en paarse sokken.. Oosthoven speelt al zijn volledige bestaan in de provinciale reeksen, met Tweede Provinciale als hoogst bereikte divisie.

## Geschiedenis
KSK Oosthoven sloot zich in 1939 aan bij de Belgische Voetbalbond. Men ging er in de gewestelijke, later provinciale, reeksen spelen. In 1949 behaalde men een eerste titel en promotie naar Tweede Provinciale, maar in de loop van de jaren 50 zakte men weer terug en in 1972 zakte men naar Vierde Provinciale.
Oosthoven bleef de volgende decennia periodes in Derde en Vierde Provinciale afwisselen, tot men in 1998 nog eens naar Tweede Provinciale kon promoveren. Daar bleef men spelen tot 2005, maar daarna volgden weer periodes in Derde en Vierde Provinciale.